# Chiesa dei Cappuccini (Vigevano)
La chiesa dei Cappuccini è un edificio religioso sito a Vigevano, in provincia di Pavia e diocesi di Vigevano.

## Descrizione e storia
Nel 1896, la Diocesi di Vigevano acquistò la villa del Mombello. In un primo tempo fu costruita la piccola chiesa della Sacra Famiglia, situata in via Bretti.
L'attuale chiesa, con facciata su corso Genova, fu progettata e costruita tra il 1926 e il 1927 dopo la demolizione parziale della preesistente, ormai inadeguata per le esigue dimensioni.
La chiesa si presenta piuttosto spoglia, ma suggestiva nella sua semplicità. Gli affreschi sono recenti, ridipinti dopo un incendio nel 1941 che aveva gravemente danneggiato gli originali del 1927. Gli autori furono Luigi Brusatori e Francesco Mazzucchi; quest'ultimo si dedicò in particolare alla pala sull'altar maggiore dedicata alla Sacra Famiglia ed al grande affresco della Madonna degli Angeli in fondo alla chiesa, sopra il portale di ingresso. Altro soggetto rilevante sono i quattro altari laterali in legno provenienti dal vecchio convento di Serravalle Scrivia: questi racchiudono la Grotta Lourdiana, la statua di San Francesco e le tele di Santa Veronica Giuliani e di Sant'Antonio da Padova; quest'ultima è opera di Giacinto Gimignani e proviene dal convento di Serravalle.
All'esterno, il frontale della porta della chiesa, a forma di mezzaluna, rappresenta San Francesco che abbraccia il Crocifisso, opera in legno dello scultore Carlo Farinone di Varallo Sesia e dono di don Pompeo Carreri di Alagna, come ricorda l'iscrizione.